# ساندیاس
ساندیاس (به اسپانیایی: Sandiás) یک شهرستان در اسپانیا است.